# 长叶大戟
长叶大戟（学名：Euphorbia donii）为大戟科大戟属的植物。分布在喜马拉雅、印度以及中国大陆的西藏等地，生长于海拔2,000米至2,500米的地区，多生长在山坡，目前已由人工引种栽培。

## 异名
- Euphorbia longifolia D. Don